# William Paul Crillon Barton

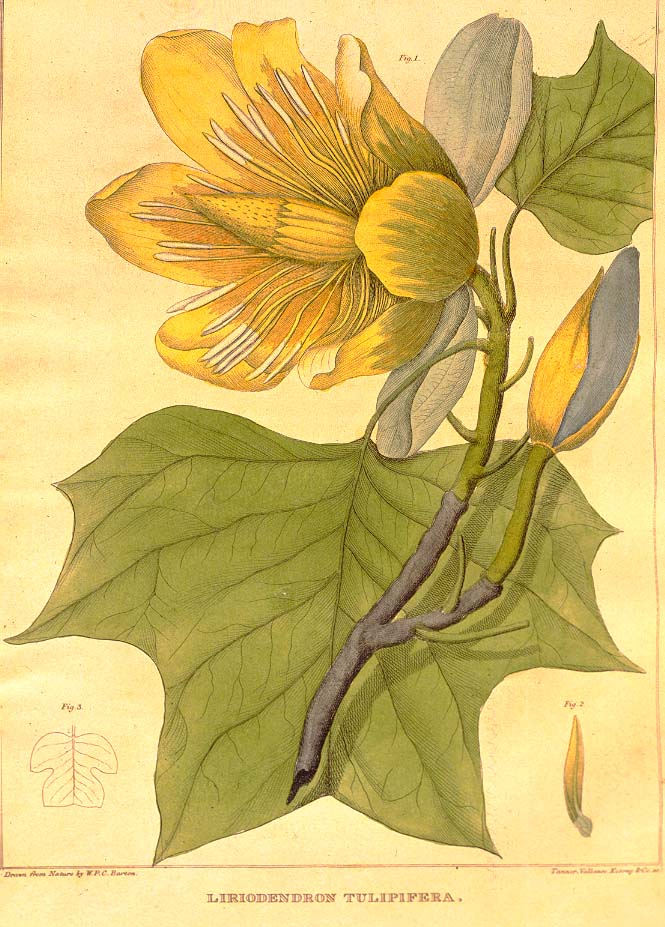
Liriodendron tulipifera
por William Barton

William Paul Crillon Barton (Filadelfia, Pensilvania; c. 17 de noviembre de 1786-Filadelfia, Pensilvania; 3 de marzo de 1856) fue un médico botánico, profesor, cirujano naval e ilustrador botánico estadounidense.

## Carrera
Barton nace en Filadelfia, PA. Su padre William Barton, abogado, fue el diseñador del escudo de Estados Unidos. Su tío, Benjamin Smith Barton (1766-1815) fue un eminente médico botánico y vicepresidente de la "American Philosophical Society". Filadelfia en los 1800s era una conocida ciudad de hábiles doctores y de eficientes instituciones médicas. En 1752, se funda el primer hospital en EE. UU., en Filadefia. El primer texto médico de EE. UU. se publica en Filadelfia, la primera conferencia clínica se desarrolló por el Dr. de Filadelfia Thomas Bond, y el cirujano naval, y de la ciudad de Filadelfia, Edward Cutbush escribió el libro pionero sobre la Medicina militar. Su Observations on the Means of Preserving the Health of Soldiers and Sailors desató la necesidad de muchas reformas tanto en el Ejército como en la Armada.
Como un intelectual de su era, Barton recibió una educación clásica en la Princeton University. Su currículum incluía "Lógica Aristoteliana", estudio del griego y del latín. Barton comienza estudiando Medicina en la Universidad de Pensilvania en 1805 bajo su tío, Benjamin Smith Barton, que era un reputado botánico y autor del primer texto estadounidense sobre la ciencia botánica. En esos años de estudio, William Barton se interesa en la Botánica y la historia natural fue creciendo como una pasión. 
En 1808, publica A Dissertation on Chymical Properties and Exhilarating Effects of Nitrous Oxide Gas and Its Application to Pneumatick Medicine, y recibe su grado médico de la Universidad de Pensilvania. La completa con una ilustración de un hombre respirando en el “gas de la risa” desde un pulmón de oveja, el tratado tuvo gran impacto en el pensamiento científico cuando los experimentos con óxido nitroso eran vistos “generalmente defenestrados por extravagantes e imaginarios.”
A los 23, Barton elige entrar a la Armada de EE. UU. como cirujano; recibiendo su comisión el 10 de abril de 1809, y en menos de una semana se le encarga la famosa pintura de Thomas Sully por una suma de $50. Hoy la pintura, se halla en la "Wilstach Collection de Philadelphia Museum of Art", mostrando a un joven Barton en uniforme - chaqueta azul y charreteras doradas, y guantes. Barton escribió, “Yo estaba sobrecogido con las dificultades inherentes a mis obligaciones profesionales, donde toda clase de especies de inconveniencias y desventajas inimaginables se oponían a mi ejercicio como cirujno.” Últimamente, Barton no era de aceptar inadecuancias, y peleó por las reformas. 
Barton insistió en poseer parte del control sobre los suministros médicos de a bordo. Deseaba que se introdujeran limones y limas a bordo de las naves de la Armada, mucho antes que las autoridades de la U.S. Navy aceptaran la importancia de un tratamiento antiescorbuto de deficiencias de vitamina C. Barton fue aún más lejos al enviarle una botella de zumo de lima al Secretario de la Armada Paul Hamilton con el instructivo de beberlo en la forma de limonada. Sus maneras extrovertidas lo hicieron antipático para muchos de sus colega. Barton, por necesidad, se hizo familiar con la administración de hospitales navales. En 1830 ascendió a oficial de comando del Hospital Naval Norfolk, VA. Y trabajó en el desarrollo del Hospital Naval de Filadelfia, cuando se lo localizó en el Naval Asylum. Hoy, su estructura gótica, que también sirve como la primera construcción de la Academia Naval de los Estados Unidos, se encuentra en el Barrio Grays Ferry, de Filadelfia].
Su A Treatise Containing a Plan for the Internal Organization and Government of Marine Hospitals in the United States: Together with A Scheme for Amending and Systematizing the Medical Department of the United States Navy (1814) contiene recomendaciones de reformas para el sistema de hospitales navales. Él reconocía la urgenica de que los hospitales navales siguieran el modelo de los británicos. Una entre muchas recomendaciones requería que todas las propiedades hospitalarias estuvieran bien señalizadas con el “U.S. Naval Hospital” para prevenir hurtos. Mucho tiempo dedicaba Barton a la enseñanza de Materia médica, y a la Botánica médica, en la Universidad de Pensilvania y en el Colegio Médico Thomas Jefferson. Uno de sus más prominentes estudiantes fue el Dr. Samuel D. Gross, más tarde inmortalizado en la pintura de Thomas Eakins The Gross Clinic (1876). Gross puntualizó a su honorable maestro con un colorido carácter en una conferencia dada a la "Alumni Association" del Colegio Médico Thomas Jefferson el 11 de marzo de 1871.
El president John Tyler designó a Barton jefe de la Oficina del Bureau de Medicina y Cirugía el 2 de septiembre de 1842. (El cargo de Cirujano Naval General se crea en marzo de 1871). Ese tiempo como jefe fue activo, pero corto. Además de sus recomendaciones de adoptar sectores de fácil acceso de suministros de drogas y de todo lo médico; la abolición de tasas por venéreas; estándares de uniformes para el personal; más altos estándares profesionales para los facultativos navales; estandarizaciones y administraciones de hospitales navales; estrictos controles sobre el uso de licores a bordo. Fue un vehemente prohibicionista, añadiendo una “circular sobre licores” pegados a las cajas de whisky identificando el contenido como de estricto uso medicinal, lo que significaba anotaciones sobre los gastos, lo que lo hacía impopular en la flota.

## Miscelánea
- Dr. Barton se casa con Esther Sergeant, nieta de David Rittenhouse, gran astrónomo y presidente de la "American Philosophical Society". Esther coloreó muchas de las ilustraciones botánicas del Dr. Barton
- El "Philadelphia Botanical Club" publicaba una revista que al deceso del Dr. Barton se llamó Bartonia. La revista publicaba artículos acerca de investigaciones originales en sistemática, Ecología, y en Biología dee la conservación. Más información en Bartonia
- El hermano del doctor W.P.C. Barton: John Rhea Barton (1796-1871) fue el creador de la osteotomía correctiva para la anquilosis.
- La "bandeja Barton" (aparato para dar soporte debajo y anterior de la mandíbula inferior), y los "fórceps Barton (fórceps obstétricos con láminas fijas, y curvadas para posiciones transversas de la cabeza) se nombró en honor del Dr. John Rhea Barton
- La "Colección Barton" de la Biblioteca Pública de Boston" se nombró por Thomas Pennant Barton (1803-1869), primer primo de W.P.C. Barton. Comprende una de las más grandes y más valiosas colecciones de Shakespeare en el mundo
- En 1803, antes de su famosa expedición, Meriwether Lewis va a Filadelfia para estudiar con Benjamin Smith Barton. Barton lo ayudó a mejorar sus conocimientos botánicos, y a su vez luego trabajó en sus colecciones. Lewis retornó con 226 especies; que se preservan hoy en el "Herbario Lewis & Clark" en la Academia de Ciencias de Filadelfia.

## Abreviaturas
- La abreviatura «W.P.C.Barton» se emplea para indicar a William Paul Crillon Barton como autoridad en la descripción y clasificación científica de los vegetales.[6]